# Sockenplan
Sockenplan is een station van de metro van Stockholm, dat gelegen is in de buurt Enskedefältet van het stadsdeel Enskede-Årsta-Vantör. De naam betekent parochieplein en is afgeleid van het plein naast het station. Het station wordt bediend door metrolijn T19 van de groene route en ligt op 4,6 km ten zuiden van Slussen.

## Geschiedenis
Het station is op 10 januari 1930 geopend als onderdeel van de Örbybanan (lijn 19) onder de naam Enskedefältet. Het station was genoemd naar de destijds geplande tuinstad aan de westkant van Enskede die tussen 1930 en 1939 is gebouwd. De metro gebruikt tussen Globen en Stureby het tracé van de Örbybanan (kaart). De ombouw tot metro vond plaats tussen 1946 en 1951, tijdens de ombouw bleef het vervoer op lijn 19 in stand door gebruik van hulpsporen naast het tracé. Station Sockenplan werd op een talud gebracht en de kruising met de Sockenväg werd ongelijkvloers. Op 9 september 1951 was de ombouw tot metrolijn T19 gereed en sindsdien is het station, onder de naam Sockenplan, ingebruik als metrostation.      

## Station
Het station ligt aan de Sockenvägen bij het Sockenplan tussen de  Enskedevägen aan de ooskant en de Enskedefälltet school aan de westkant.
Het station heeft een eilandperron dat vanaf het stationsplein aan de noordzijde toegankelijk is. Vanaf de ingang gezien ligt het spoor naar  Hagsätra links en naar  Hässelby strand rechts. Sinds 1990 wordt het perron opgesierd door de Boot met gekken van kunstenaar Sture Collin.

## Blauwe route
Het metro uitbreidingsplan uit 2013 voorziet in een verlenging van de blauwe route ten zuiden van het centrum. De westelijke tak hiervan zal ondergronds worden doorgetrokken naar Sockenplan. De zuidelijke tunnelmond komt dan vlak ten noorden van Sockenplan te liggen en de bestaande metrolijn vanaf Sockenplan naar het zuiden zal daarna deel uitmaken van de blauwe en niet meer van de groene. De aanleg begint in 2018 en in 2025 zal het nieuwe traject gereed zijn

## Galerij

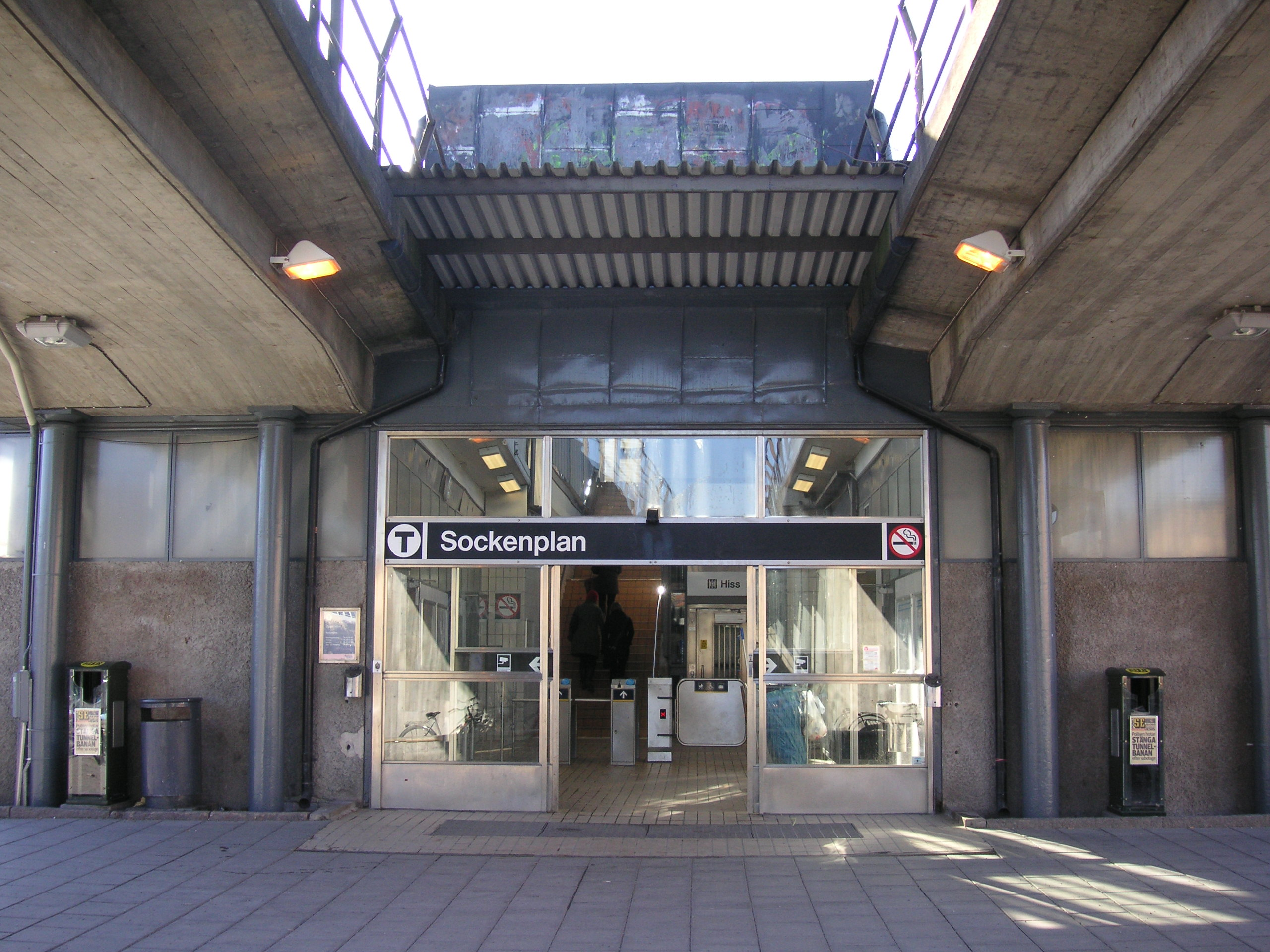
De ingang
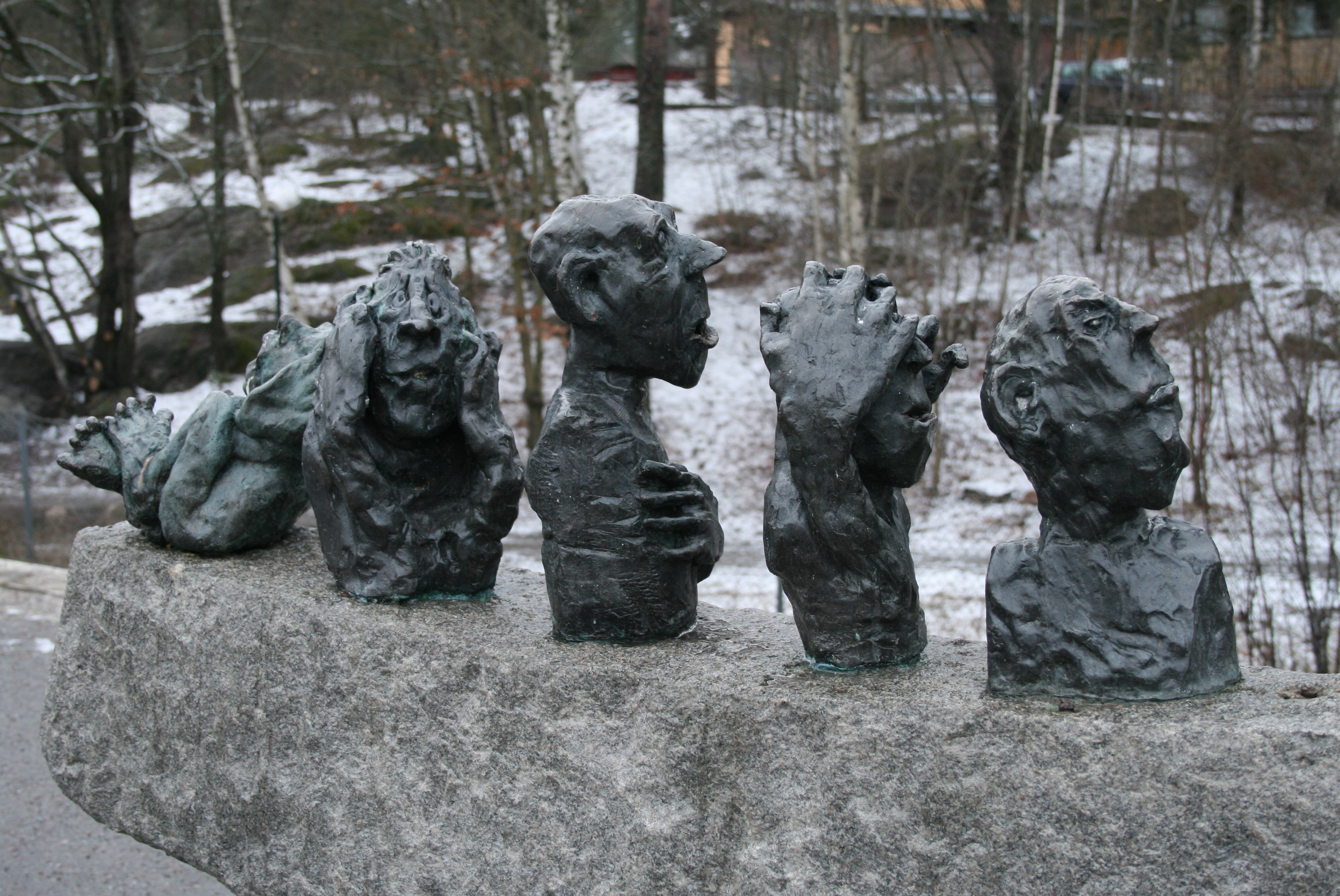
kunstwerk Boot met gekken

Hässelby strand · 
Hässelby gård ·
Johannelund ·
Vällingby ·
Råcksta ·
Blackeberg ·
Islandstorget ·
Ängbyplan ·
Åkeshov· 
Brommaplan·
Abrahamsberg· 
Stora Mossen· 
Alvik · 
Kristineberg · 
Thorildsplan  · 
Fridhemsplan · 
S:t Eriksplan · 
Odenplan  · 
Rådmansgatan  · 
Hötorget · 
T-Centralen ·  
Gamla Stan · 
Slussen · 
Medborgarplatsen ·  
Skanstull · 
Gullmarsplan ·  
Globen ·
Enskede gård ·
Sockenplan ·
Svedmyra ·
Stureby ·
Bandhagen ·
Högdalen ·
Rågsved ·
Hagsätra